# Clark Gayton
Carver Clark Gayton jr. (Seattle, 18 januari 1963) is een Amerikaanse jazzmuzikant (trombone, kornet, tuba, piano, eufonium) van de modernjazz.

## Biografie
Gayton studeerde in 1981 af op de middelbare school met een studiebeurs aan de Berklee School of Music in Boston tot 1984. Daarna verhuisde hij naar Oakland, voordat hij vanaf 1987 ging werken in New York. De eerste opnamen op het gebied van jazz werden in 1992 gemaakt met het Bob Belden Ensemble (Puccini's Turandot, Blue Note Records). Sindsdien speelde hij met muzikanten als Charles Tolliver, Lionel Hampton, McCoy Tyner, in het Count Basie Orchestra en Duke Ellington Orchestra (Ghost Bands), in de Mingus Big Band, met Ted Nash, Ben Allison, in het Carnegie Hall Jazz Orchestra, met Nancy Wilson en Ray Charles. Gayton toerde ook als lid van de Seeger Sessions Band met Bruce Springsteen (Live in Dublin, 2007).
Gayton werkte ook als sessiemuzikant aan opnamen van Prince, Rihanna, Steel Pulse, Wyclef Jean, Queen Latifah, Tom Jones, Quincy Jones, Sting, Whitney Houston, Stevie Wonder, Santana, The Skatalites en Bad Brains. In 1993/1994 nam hij het album Don't Try to Question op onder zijn eigen naam. James Zollar, Patience Higgins, Jay Rodriguez en Tommy Campbell namen deel.
Op het gebied van jazz was Gayton tussen 1992 en 2015 betrokken bij 52 opnamesessies, waaronder ook met John Fedchock, Bobby Previte, David Binney, Peter Herborn, George Gruntz, Marty Ehrlich, Steven Bernstein, Dave Stryker en de soundtrack van de film Kansas City. In 2018 speelde hij in 2nd Line Smith van Craig Handy. Gayton is ook te horen in de soundtrack van de speelfilms Sweet and Lowdown (1999), The Christmas Chronicles (2018) en All the Beautiful Things (2014).

## Discografie
- 1995: Clark Gayton & Neatherealm – Don't Try To Question (Ritual)
- ????: Neatherealm – JahMerican Jazz (Ritual)
- 1999: Clark Gayton – Walk the Water (Ritual)
- 2003: Clark Gayton – Sankofa! (Ritual)
- 2008: Clark Gayton – Best of Clark Gayton (Ritual)

E Street Band: Bruce Springsteen · Roy Bittan · Nils Lofgren · Patti Scialfa · Garry Tallent · Steven Van Zandt · Max Weinberg
Jake Clemons · Charles Giordano · Soozie Tyrell
Voormalige leden: Ernest Carter · Clarence Clemons · Danny Federici · Vini Lopez · David Sancious
Voormalige tourmuzikanten:
Everett Bradley · Barry Danielian · Clark Gayton · Curtis King · Suki Lahav · Ed Manion · The Miami Horns · Cindy Mizelle · Michelle Moore · Tom Morello · Curt Ramm · Jay Weinberg
- Library of Congress Control Number: nr94021972
- MusicBrainz: 9b303c28-f0a0-4c76-8293-c97272f6e32c
- Nationale Bibliotheek van Tsjechië: xx0068452
- Nationale Bibliotheek van Israël: 987007337571905171
- Virtual International Authority File: 14652768
- WorldCat: E39PBJm4TGYfw38VgcfjHdHV4q